# Минятов, Виктор Константинович
Виктор Константинович Минятов (1896, Казань — конец 1960-х) — советский инженер и педагог.

## Семья
Родился в семье адвоката К. А. Минятова. С 1905 жил в Москве. Не ранее 1917 семья переехала в Тюмень, затем (после расстрела К. А. Минятова в 1918) — в Томск.
Брат — Александр Константинович Минятов — математик, расстрелян в 1937.
Был женат, имел двух сыновей. Старший, Александр, доктор технических наук, работал в научном институте в Москве. Младший преподавал сопромат в Прокопьевском горном техникуме.

## Образование
Окончил реальное училище в Москве (1913), учился в Петроградском институте путей сообщения (до 1917), в 1916 с образовательными целями посещал Англию и Францию. В 1930-е годы окончил Тбилисский политехнический институт по специальности «инженер-строитель». Знал французский, английский, немецкий языки, был разносторонне образованным человеком.

## Биография
Во время гражданской войны недолго служил рядовым в армии А. В. Колчака. До 1927 работал в Томском и Иркутском губернских статистических бюро, затем на инженерных должностях по строительной специальности — на Черноморской железной дороге, нефтепроводе «Баку-Батум», в Абхазском дортрансе, Хакасском стройтресте.
С 1953 — преподаватель сопромата в Кемеровском горном институте. В 1962 вышел на пенсию, некоторое время работал почасовиком.
В очерке о Минятове, написанном кемеровским историком А. П. Ковалёвым, даётся следующая характеристика этого человека: «Благородство внешнего облика сочеталось с обаянием личности, чрезвычайно одаренной духовно и нравственно. Минятов общался с коллегами и студентами демократично, мягко, доброжелательно. Собеседников привлекали его открытость, готовность понять их проблемы, помочь в их разрешении».
Пользовался уважением студентов как талантливый педагог: «Виктор Константинович прекрасно читал лекции по сопромату. Студенты, привыкшие к лекторам с выражениями на лицах, более приличествующими для битвы с половцами, были ошеломлены появлением преподавателя совершенно иной модели общения… Лекции читались ровным, спокойным голосом без обращения к конспектам… Студенты были ошеломлены сплавом профессионализма и человечности в Викторе Константиновиче. Наверно, именно тогда у них забрезжила мысль, что не так уж безупречен тезис историков партии о „сплошном кровопийстве дворян в дореволюционной России“».